# 圣阿芒塔朗德
圣阿芒塔朗德（法語：Saint-Amant-Tallende，法語發音：[sɛ̃.t‿amɑ̃ talɑ̃d]）是法国多姆山省的一个市镇，属于克莱蒙费朗区。

## 地理
圣阿芒塔朗德（45°40'8"N, 3°6'28"E）面积4.97 平方千米，位于法国奥弗涅-罗讷-阿尔卑斯大区多姆山省，该省份为法国中南部省份，北起阿列省接壤，东临卢瓦尔省，南至上盧瓦爾省和康塔爾省，西接科雷兹省和克勒兹省。
与圣阿芒塔朗德接壤的市镇（或旧市镇、城区）包括：沙诺纳、勒克雷斯、圣桑杜、圣萨蒂南、塔朗德。

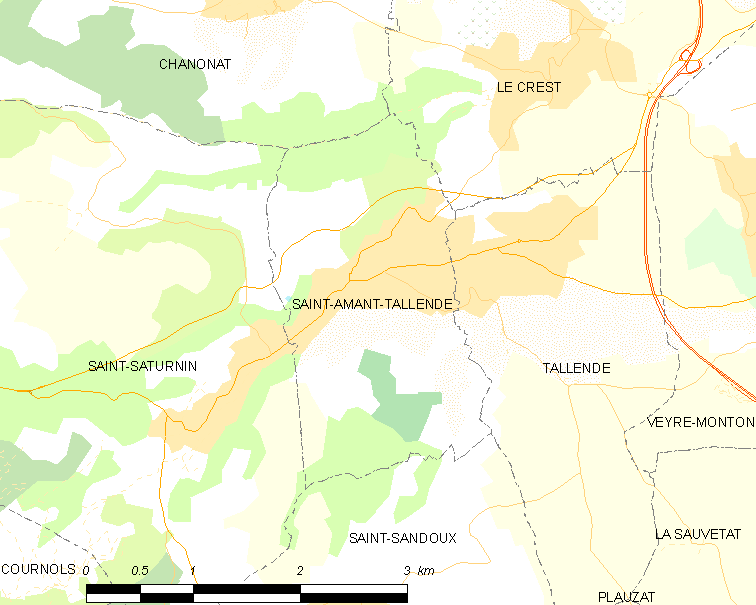
圣阿芒塔朗德的OSM定位图

圣阿芒塔朗德的时区为UTC+01:00、UTC+02:00（夏令时）。

## 行政
圣阿芒塔朗德的邮政编码为63450，INSEE市镇编码为63315。

## 政治
圣阿芒塔朗德所属的省级选区为莱马特尔德韦尔县。

## 人口

1962-2008年间圣阿芒塔朗德人口变化图示

圣阿芒塔朗德于2022年1月1日时的人口数量为1811人。